# 遇龙河
遇龙河，位于中国广西壮族自治区北部，是漓江右岸支流，发源于桂林市临桂区南部南边山乡永平村谭家屯西南，东流至阳朔县金宝乡利学村转东南流，于高田镇北部凤楼村大榕树景区右汇金宝河后转东流，至阳朔县城南部的矮山村转北流，于县城东南郊的书童山下工农桥处汇入漓江。干流长54千米，流域面积665平方千米。遇龙河中下游两岸景色秀丽，旅游业发达。

## 相关资料
遇龙河全长45.90公里，县内河段长32.2公里，流域面积356平方公里，河流平均坡降8.27/1000，流速0.60m/s。河中有多处拦河坝，河上常有竹筏载客。古名为安乐水，后因有遇龙桥而改今名。